# 渡辺訓章
渡辺 訓章（わたなべ のりあき、1958年 - ）は、日本の実業家。東京會舘社長。

## 来歴
東京都出身。1982年駒澤大学法学部卒業、東京會舘入社。
浜松町総支配人を経て、2004年より本館にて宴会支配人・婚礼支配人・食堂支配人・総支配人、2013年6月取締役本館総支配人を歴任。
2017年4月、代表取締役社長に就任。
東京會舘本舘は、建替えのため2015年1月末日で一旦閉館。2019年1月｢新本館｣を開業。

### 人物
- 高校では柔道をし、黒帯（初段）取得。
- 大学から社交ダンスをはじめ、大会で優勝したこともある。東京會舘でのダンスイベント成功など成果を上げる。妻がダンスパートナー。
- 現場主義。ウエーターや結婚式、法人セールス、支配人を経験。会社の実態を把握するには現場に足を運ぶことが重要で現場の問題を一緒に解決していきたいとする。
- 土日のどちらかは現場に顔を出し、それ以外は古本探し。読書が趣味で、司馬遼太郎、藤沢周平などの小説を好む[11]。